# Санди, Ибрахим
Ибрахи́м Са́нди (фр. Ibrahim Sunday; род. 22 июля 1944, Кофоридуа) — ганский футболист и тренер. На поле выступал в качестве полузащитника. В 1971 году был назван лучшим африканским футболистом года.

## Карьера

### Клубная
Сандей начал свою карьеру в местном клубе «Асанте Котоко», который тогда назывался «Кумаси». В 1970 он выиграл Кубок чемпионов КАФ, первый международный приз, выигранный «Асанте Котоко», командой, капитаном которой он стал впоследствии. В 1975 году он отправляется в Германию, играть за бременский «Вердер», где ему не дают выступать, и он проводит лишь 1 матч с клубом «Рот-Вайсс Эссен» в декабре 1976.

### В сборной
В сборную Ганы он был вызван в 1966 году. В 1968 он поехал вместе с командой на Кубок Африканских наций, где он забил гол в полуфинале с Кот-д’Ивуаром, выигранном ганцами 4:3. Но в финале Гана проиграла сборной Конго. В полуфинале кубка африканских наций 1970 было повторение ганско-ивуарийского финала, и снова победила Гана и снова Санди забил (первый гол). И снова Гана проигрывает в финале, на этот раз Судану. Это был последний кубок Сандея, поскольку Гана не смогла пройти квалификацию ни в 1972, ни 1974, ни в 1976. Зато Санди поехал на Олимпиаду 1972 в составе олимпийской команды.

### Тренерская
После окончания карьеры игрока он тренировал «Асанте Котоко», выиграв с ним Кубок чемпионов КАФ 1983 и «Африка Спортс» из Абиджана, который он так же привёл к победе в международном турнире.

## Достижения

### Как игрок

#### Командные
- Обладатель кубка КАФ: 1970
- Вице-чемпион КАН: 1968, 1970

#### Личные
- Африканский футболист года: 1971

### Как тренер
- Обладатель кубка КАФ: 1983
- Обладатель кубка кубков КАФ: 1992
- Обладатель суперкубка КАФ: 1992